# فندق بوتيكي

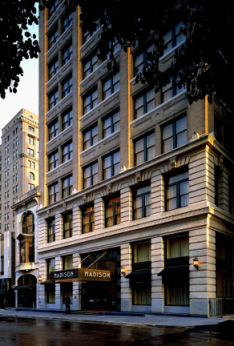
110 غرفة هو. فندق في ممفيس، تينيسي

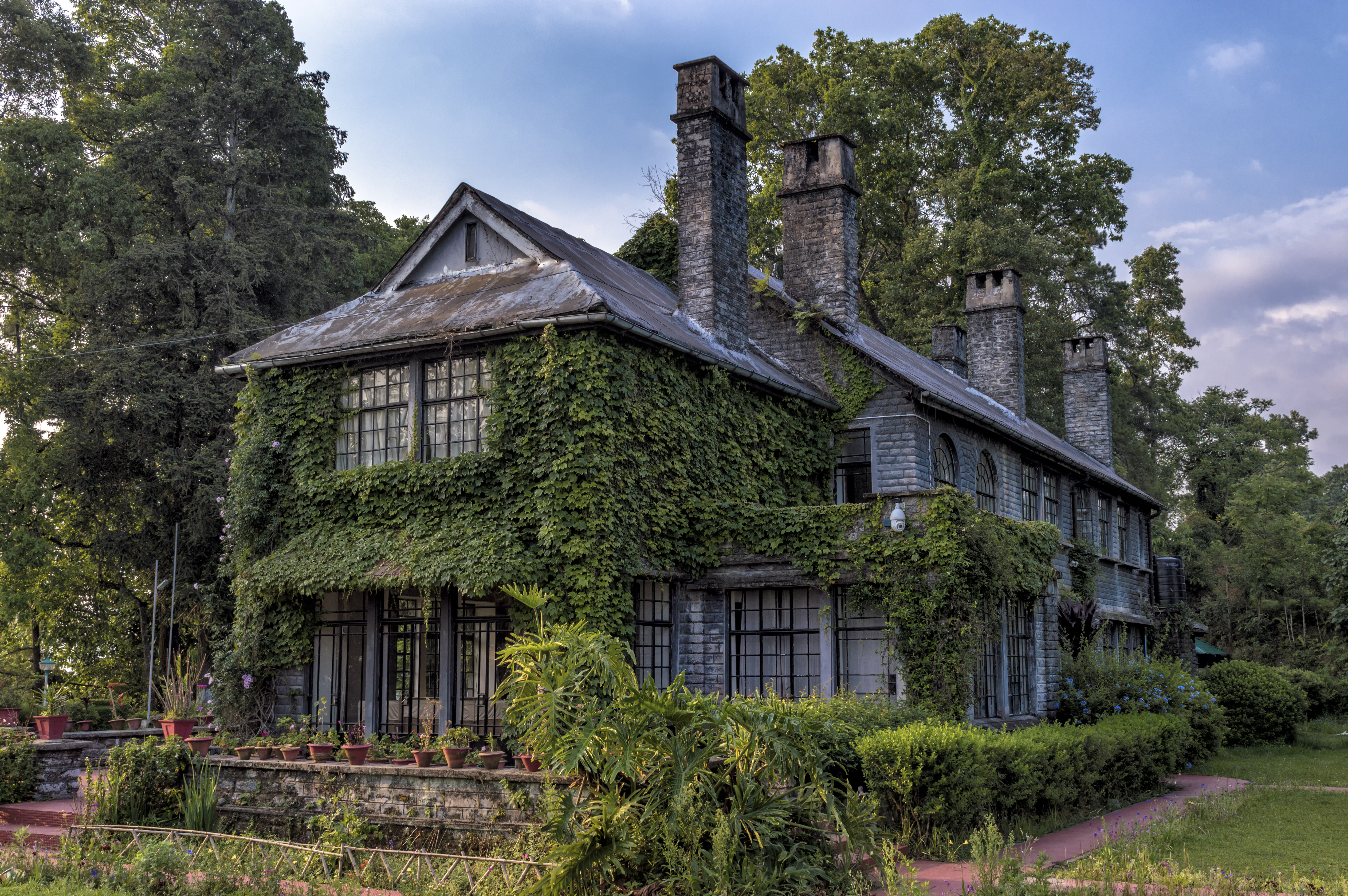
تحوّل مورغان هاوس، وهو قصر استعماري في كاليمبونج بالهند، إلى فندق بوتيكي

الفندق البوتيكي هو فندق صغير الحجم يقدم خدمات شخصية أكثر من الفنادق التقليدية. يحتوي عادةً على أقل من مائة غرفة، ويعتبر أكثر "عصرية"، غالبًا بسبب موقعه في المناطق الحضرية. قد تكون ذات طابع خاص، مثل التركيز على الطبيعة أو البيئة أو المطبخ أو التاريخ أو الانغماس المجتمعي والثقافي أو الخدمة اليقظة أو الرفاهية.

## تاريخياً
بدأت فنادق البوتيك في الظهور لأول مرة في الثمانينيات في المدن الكبرى مثل لندن ونيويورك وسان فرانسيسكو. هنالك جدل حول من بدأ مفهوم الفندق البوتيكي والذي قد يكون فندق بليكس في جنوب كنسينغتون في لندن، الذي صممته أنوسكا همبل، وفندق بيدفورد في يونيون سكوير في سان فرانسيسكو، وكلاهما تأسس في عام 1981م وقد بدأا هذا التوجه من الفنادق. ولكن البعض يعتبر البداية الحقيقية للفنادق البوتيكية هي فندق مورجانز الذي أسسه ستيف روبيل وإيان شراجر عام 1984م.
صاغ ستيف روبيل مصطلح "فندق بوتيكي" بعد ما قارن فندق مورغانز بمتجر صغير بدلاً من متجر تجزئة، حيث قارنه بالفنادق من نفس السلسلة.
في الآونة الأخيرة، زادت شعبية فنادق البوتيك بما يتوافق مع الاهتمام المتزايد لعامة الناس بالخدمة الفردية. بدأت العديد من سلاسل الفنادق في التركيز على إنشاء فنادق فرعية لإنشاء فنادق صغيرة على طراز البوتيك، أو في الاستحواذ على فنادق بوتيك مستقلة سابقًا.

## الوصف
عادةً ما تؤثث فنادق البوتيك بأسلوب خاص و/أو أنيق و/أو طموح مع مفاهيم مميزة. غالبًا ما تعكس هذه المفاهيم الثقافة المحلية والأحياء التي تقيم فيها الفنادق. وتصمم عادةً بحيث تتمتع بشعور "حميمي" أكثر من العديد من سلاسل الفنادق الكبيرة.
توجد فنادق البوتيك بشكل شائع في وسط لندن ونيويورك وميامي ونيو أورليانز ولوس أنجلوس. توجد أيضًا في وجهات المنتجعات وقد توفر وسائل راحة مثل المنتجعات الصحية وصفوف الرسم واليوجا ودروس الرسم.